# Hemigrammus marginatus
Hemigrammus marginatus é uma espécie de piaba (ordem Characiformes) da família Characidae. Chamada de piabinha, é uma espécie endêmica da bacia do rio São Francisco, no Brasil.
Os machos podem atingir 4,5 cm de comprimento.